# ルイ・アダン
ルイ・アダン（Louis Adam, 1758年12月3日 - 1848年4月8日）は、フランスの作曲家、教育者、ピアニスト。バレエ音楽『ジゼル』で有名な作曲家のアドルフ・アダンの父にあたる。

## 生涯
アダンはアルザスのミュッテルソルツに生まれた。1775年にパリへと上京した彼は、パリ音楽院のピアノ科教授を1797年から1842年の40年以上にわたって務め、門下からは多くの著名な学生が輩出した。有名となった彼の門弟にはジョゼフ・ドーソワーニュ＝メユール、フリードリヒ・カルクブレンナー、フェルディナン・エロルド、アンリ・ルモワンヌらがいる。
アダンはヴィルトゥオーゾ・ピアニストとして活躍するのみならず、多くのピアノ曲を作曲して人気を博した。特にフランス民謡の『王様ダゴベール』による変奏曲などが知られた。また、彼はピアノのための基礎的教本を2冊著している。1798年の『Mithode ou principe générale du doigté pour le Forté-piano』と1802年の『Méthode nouvelle pour le Piano』である。1804年に出版した『Méthode de piano du Conservatoire』は影響力のある著作となり、パリでのピアノ技巧の進歩に貢献した。
アダンはパリに没した。